# Ваилуку (река)
Ваилуку (гав. Wailuku, англ. Wailuku River) — река на острове Гавайи в штате Гавайи протяжённостью 45,1 км. Является самой длинной рекой на Гавайских островах.

## Описание
Ваилуку берёт своё начало на восточном склоне вулкана Мауна-Кеа (высота истока около 3300 м) с координатами 19°48′26″ с. ш. 155°25′13″ з. д., и вначале течёт в южном направлении между лавовых потоков Мауна-Кеа и Мауна-Лоа. Затем река устремляется к востоку и, круто спускаясь с горы, впадает в Тихий океан в районе Хило. В нижнем течении силу водного потока используют для выработки электроэнергии. Сток в Хило в среднем равен 8 м³/с, с пиковым потоком в 40 раз больше. В среднем река выносит в залив Хило 10 тонн взвесей ежедневно.

## Этимология
В гавайском языке, «wai» — означает пресную воду или реку, а «luku» — разрушение, таким образом, название переводится как «река разрушения». Уровень реки способен очень быстро подняться до деревьев и так же быстро упасть обратно. Отметки с датами наводнений можно увидеть на бетонной лестнице, снижающейся к реке позади Публичной библиотеки Хило.

## Достопримечательности
Вдоль нижнего течения реки располагается Национальный парк Ваилуку. К примечательным объектам парка относятся 24-метровый Радужный водопад (Ваиануенуе), самый большой на Гавайях (координаты: 19°43′09″ с. ш. 155°06′34″ з. д.), также водопад Пее-пее и область, называемая «Кипящими Котлами» (серия небольших водопадов и бассейнов). В верхнем и среднем течении разрешена охота на дичь. В нижнем течении Ваилуку является популярным местом для купания и тюбинга. Однако на реку (в том числе на «Кипящие Котлы») приходится 25 % несчастных случаев от утопления в штате.